# Anatolij Alekseevič Bobrovskij
Anatolij Alekseevič Bobrovskij (in russo Анатолий Алексеевич Бобровский?; Mosca, 14 febbraio 1929 – 20 agosto 2007) è stato un regista, attore e sceneggiatore sovietico.

## Filmografia parziale

### Regista
- Mumu (1959)
- Vystrel v tumane (1963)
- Čelovek bez pasporta (1966)
- Vozvraščenie Svjatogo Luki (1970)
- Čёrnyj princ (1973)
- Žizn' i smert' Ferdinanda Ljusa (1976)